# Дрегушень (Сату-Маре)
Дрегушень, Дрегушені (рум. Drăgușeni) — село у повіті Сату-Маре в Румунії. Входить до складу комуни Турулунг.
Село розташоване на відстані 450 км на північний захід від Бухареста, 19 км на північний схід від Сату-Маре, 131 км на північ від Клуж-Напоки.

## Населення
За даними перепису населення 2002 року у селі проживали 1192 особи.
Національний склад населення села:
| Національність | Кількість осіб | Відсоток |
| -------------- | -------------- | -------- |
| румуни         | 1179           | 98,9%    |
| угорці         | 10             | 0,8%     |

Рідною мовою назвали:
| Мова      | Кількість осіб | Відсоток |
| --------- | -------------- | -------- |
| румунська | 1178           | 98,8%    |
| угорська  | 11             | 0,9%     |